# Tour du Poitou-Charentes 2021
Il Tour du Poitou-Charentes 2021, trentacinquesima edizione della corsa, si svolse dal 24 al 27 agosto 2021 su un percorso di 692 km ripartiti in 5 tappe, con partenza da Pons e arrivo a Poitiers. Fu vinto dal britannico Connor Swift della Team Arkéa-Samsic davanti al francese Bruno Armirail e al danese Morten Hulgaard.

## Tappe
| Tappa  | Data      | Percorso                                       | km    | Vincitore di tappa | Leader cl. generale |
| ------ | --------- | ---------------------------------------------- | ----- | ------------------ | ------------------- |
| 1ª     | 24 agosto | Pons > Parthenay                               | 198,4 | Elia Viviani       | Elia Viviani        |
| 2ª     | 25 agosto | Parthenay > Ruffec                             | 193,6 | Jason Tesson       | Elia Viviani        |
| 3ª     | 26 agosto | Moncontour > Loudun                            | 109,6 | Elia Viviani       | Elia Viviani        |
| 4ª     | 26 agosto | Monts-sur-Guesnes > Loudun (cron. individuale) | 23,5  | Ben Hermans        | Connor Swift        |
| 5ª     | 27 agosto | Villefagnan > Poitiers                         | 166,5 | Clément Carisey    | Connor Swift        |
| Totale | Totale    | Totale                                         | 692   |                    |                     |

## Dettagli delle tappe

### 1ª tappa
- 24 agosto: Pons > Parthenay – 198,4 km

| Pos. | Corridore       | Squadra | Tempo    |
| ---- | --------------- | ------- | -------- |
| 1    | Elia Viviani    | Cofidis | 5h01'31" |
| 2    | Simone Consonni | Cofidis | s.t.     |
| 3    | Marc Sarreau    | AG2R    | s.t.     |

| Pos. | Corridore       | Squadra | Tempo    |
| ---- | --------------- | ------- | -------- |
| 1    | Elia Viviani    | Cofidis | 5h01'21" |
| 2    | Simone Consonni | Cofidis | a 4"     |
| 3    | Marc Sarreau    | AG2R    | a 6"     |

### 2ª tappa
- 25 agosto: Parthenay > Ruffec – 193,6 km

| Pos. | Corridore    | Squadra    | Tempo    |
| ---- | ------------ | ---------- | -------- |
| 1    | Jason Tesson | St Michel  | 4h27'00" |
| 2    | Elia Viviani | Cofidis    | s.t.     |
| 3    | Sean De Bie  | Bingoal WB | s.t.     |

| Pos. | Corridore       | Squadra   | Tempo    |
| ---- | --------------- | --------- | -------- |
| 1    | Elia Viviani    | Cofidis   | 9h28'15" |
| 2    | Jason Tesson    | St Michel | a 6"     |
| 3    | Simone Consonni | Cofidis   | a 10"    |

### 3ª tappa
- 26 agosto: Moncontour > Loudun – 109,6 km

| Pos. | Corridore       | Squadra    | Tempo    |
| ---- | --------------- | ---------- | -------- |
| 1    | Elia Viviani    | Cofidis    | 2h22'49" |
| 2    | Timothy Dupont  | Bingoal WB | s.t.     |
| 3    | Simone Consonni | Cofidis    | s.t.     |

| Pos. | Corridore       | Squadra   | Tempo     |
| ---- | --------------- | --------- | --------- |
| 1    | Elia Viviani    | Cofidis   | 11h50'58" |
| 2    | Jason Tesson    | St Michel | a 12"     |
| 3    | Simone Consonni | Cofidis   | a 14"     |

### 4ª tappa
- 26 agosto: Monts-sur-Guesnes > Loudun (cron. individuale) – 23,5 km

| Pos. | Corridore      | Squadra      | Tempo  |
| ---- | -------------- | ------------ | ------ |
| 1    | Ben Hermans    | Israel Start | 27'55" |
| 2    | John Archibald | Eolo-Kometa  | a 1"   |
| 3    | Bruno Armirail | FDJ          | a 7"   |

| Pos. | Corridore       | Squadra      | Tempo     |
| ---- | --------------- | ------------ | --------- |
| 1    | Connor Swift    | Arkéa-Samsic | 12h19'40" |
| 2    | Bruno Armirail  | FDJ          | a 10"     |
| 3    | Morten Hulgaard | Uno-X        | a 18"     |

### 5ª tappa
- 27 agosto: Villefagnan > Poitiers – 166,5 km

| Pos. | Corridore        | Squadra            | Tempo    |
| ---- | ---------------- | ------------------ | -------- |
| 1    | Clément Carisey  | Delko              | 3h41'47" |
| 2    | Simone Ravanelli | Androni Giocattoli | a 3"     |
| 3    | Robin Carpenter  | Rally              | s.t.     |

| Pos. | Corridore       | Squadra      | Tempo     |
| ---- | --------------- | ------------ | --------- |
| 1    | Connor Swift    | Arkéa-Samsic | 16h01'28" |
| 2    | Bruno Armirail  | FDJ          | a 12"     |
| 3    | Morten Hulgaard | Uno-X        | a 20"     |

## Classifiche finali

### Classifica generale
| Pos. | Corridore              | Squadra                | Tempo     |
| ---- | ---------------------- | ---------------------- | --------- |
| 1    | Connor Swift           | Team Arkéa-Samsic      | 16h01'28" |
| 2    | Bruno Armirail         | FDJ                    | a 12"     |
| 3    | Morten Hulgaard        | Uno-X Pro Cycling Team | a 20"     |
| 4    | Alessandro De Marchi   | Israel Start-Up Nation | a 24"     |
| 5    | Anthony Turgis         | TotalEnergies          | a 30"     |
| 6    | Anthony Delaplace      | Team Arkéa-Samsic      | a 39"     |
| 7    | Franck Bonnamour       | B&B Hotels p/b KTM     | a 44"     |
| 8    | Simone Consonni        | Cofidis                | a 59"     |
| 9    | Pier-André Coté        | Rally Cycling          | a 1'20"   |
| 10   | Aurelien Paret-Peintre | Ag2r Citroën Team      | a 1'23"   |